# Tróndur í Gøtu
Tróndur í Gøtu (en islandès antic Þrándr í Götu i en nòrdic antic Þrǫ́ndr í Gǫtu) (ca. 945 – 1035) va ser un cabdill viking i bóndi de les illes Fèroe. Juntament amb Sigmundur Brestisson, és la figura principal de la Saga dels feroesos. Aquesta saga explica la història de les Fèroe i la primerenca cristianització de l'arxipèlag.
En el capítol 3 de la saga s'hi descriu a Tróndur amb "un cap ressaltat pels seus cabells rojos, cara pigada i mirada severa", trets inherents dels feroesos i dels qui es diu que descendeixen de la filla de Thorstein el Roig.
Tróndur í Gøtu va viure a l'illa d'Eysturoy, a la casa del seu pare Torbjørn a Gøta, amb el malnom de Torbjørn Gøtuskegg (barbut de Gøta). Inicialment Tróndur i el seu germà Thorlac van sortejar qui hauria d'heretar les propietats familiars. Thorlac va perdre i se'n va anar a viure a una illa veïna amb la seva dona. La germana de Tróndur va tenir un fill conegut amb el nom de Gautur el Roig. L'esposa de Torbjørn i mare dels tres germans era Gudrún, germana de Svínoyar-Bjarni.
Tróndur es va implicar en una la disputa de terres que va durar 65 anys, entre els germans Brestir Sigmundsson i Beinir Sigmundsson per un cantó, i el poderós godi Havgrímur per un altre. Tróndur va participar al costat del viking Eldjarn Kambhøttur en l'emboscada i assassinat dels germans Sigmundsson a canvi de dues vaques cada primavera i 300 metres de llana d'ovella cada tardor com a tribut, de per vida i hereditàriament. Tot i així Tróndur no va voler participar directament en la conspiració i va demanar al seu oncle Svínoyar-Bjarni que hi participés en el seu nom.
Tróndur í Gøtu va adoptar els fills dels rivals assassinats, Torir Beinisson i Sigmundur Brestisson, evitant d'aquesta manera que Svínoyar-Bjarni també els acabés matant com a testimonis dels fets. Tanmateix, Tróndur era un pagà contumaç i fervent defensor de les tradicions antigues, i el cristianisme de Sigmundur Brestisson acabarà provocant un enfrontament visceral entre els dos.
El 1024 va ser l'any de la fi de la mancomunitat feroesa i la subjugació de l'arxipèlag a Noruega amb el regnat d'Olaf II el Sant, que va designar els seus propis representants en el govern de les illes. Tot i així el poder real va seguir en mans de Tróndur i els seus partidaris fins a la seva mort el 1035. Tota iniciativa de sotmetre els feroesos pagans es convertia immediatament en un atac personal contra el cabdill, que va ser a més el responsable directe de la mort el 1028 de Karl hinn mørske, enviat reial.